# Myotonie
 Mise en garde médicale
La myotonie est un trouble du tonus musculaire. Elle se caractérise par une décontraction lente et difficile d'un muscle à la suite d'une contraction volontaire. Ce trouble est relativement rare mais peut régulièrement se développer chez les personnes spastiques et ataxiques.

## voir aussi